# عزيزة أمير
عزيزة أمير (17 ديسمبر 1901 - 28 فبراير 1952)، هي منتجة ومخرجة وممثلة مصرية، ولقبت بأم السينما المصرية، لأنها أول منتجة ومخرجة امرأة عرفتها السينما المصرية، حيث أنتجت الفيلم الصامت ليلى عام 1927، والذي يعتبر أول فيلم طويل صامت من إنتاج مصري، وقالت في حوار لها عن لقب أم السينما المصرية الذي منحه لها النقاد: «أنا لم أبحث عن أبناء من وراء الزواج لأن السينما هي ابنتي الوحيدة التي أنجبتها».

## نشأتها
اسمها الحقيقي مفيدة محمد غانم. ولدت في 17 ديسمبر 1901 بطنطا، توفي والدها بعد ولادتها بـ (15 يوم) فعادت أسرتها إلى الإسكندرية لتقضي طفولتها بها ثم انتقلت إلى القاهرة وتحديدا بالقرب من حي السيدة زينب والتحقت بالمدرسة لكنها لم تكمل تعليمها المدرسي إلا أنها أكلمت دراستها المعرفية بتعلم مبادئ الموسيقي لأنها تمنت أن تصبح موسيقية ثم تعلم اللغة الفرنسية.
نشأت عزيزة تحت رعاية شخصية سياسية معروفة حينذاك (ويقال إنه تزوجها لكن بعد فترة ليست طويلة تم الطلاق لفرق السن الكبير بينهما بجانب أنه كان متزوجا وله أولاد من أخرى) له مؤلفات ومقالات تنشر في الصحف، وقد اهتم هذا الرجل بتعليمها وتثقيفها كما اصطحبها معه إلى أوروبا مما ساعد على اتساع مداركها وأفق تفكيرها فأحبت الأدب والفن وترددت على المسارح واستوديوهات السينما.

## بداية مشوارها الفني
دخلت عزيزة أمير إلى السينما من باب المسرح، عن طريق فرقة رمسيس المسرحية برئاسة يوسف وهبي والتي انضمت إليها في صيف عام 1925.
ظلت عزيزة أمير مع يوسف وهبي موسماً واحداً فقط، ثم تنقلت بين فرقتي “شركة ترقية التمثيل العربي” ونجيب الريحاني، ثم عادت إلى فرقة رمسيس وقامت ببطولة مسرحية “أولاد الذوات” إخراج، والتي تحولت إلى فيلم سينمائي، كانت مرشحة لتمثيل دورها فيه، إلا أن الدور قد ذهب إلى الفنانة أمينة رزق. ثم تنتقل عزيزة أمير بين المسارح.. حتى تكوّن بنفسها شركة سينمائية تحت اسم «إيزيس» وتنتج أول فيلم لها اسمه: (نداء الله) إخراج المخرج التركي الذي لا يعرف اللغة العربية ودار العرض ليسقط سقوطا مريعا.
في بداية عام (1926م)، جاء إلى القاهرة الفنان التركي ”وداد عرفي” فيلم (نداء الرب) - المخرج التركي (وداد عرفي)الذي اقترن اسمه دائماً بتاريخ نشأة السينما المصرية، بالرغم من أن جميع محاولاته في هذا الميدان كانت مجرد مشروعات بدأ بتنفيذها ثم قام بإتمامها غيره، كان له الفضل في إقناع عدد من السيدات المصريات بالنزول إلى ميدان الإنتاج مثل عزيزة أمير ـ فاطمة رشدي ـ آسيا داغر. الرحلة إلى السينما -عزيزة أمير أول امرأة تخرج للسنيما-الخميس 12/فبراير/2015 م - 04:28 م-هدى عمران الاربعـاء 21 شـوال 1426 هـ 23 نوفمبر 2005 العدد 9857	_]

## أول فيلم مصري صامت
فيلم “ليلى”
أول فيلم صامت من إنتاج مصري عام 1927، بطولة عزيزة أمير، وحضر افتتاح الفيلم أمير الشعراء أحمد بك شوقي.ليلى أول فيلم مصري صامت -
بعد إنتاجها للفيلم الأول ليلى عام 1927، تبعته بفيلم من إخراجها بعنوان بنت النيل الذي عرض في ديسمبر 1928.ذكرى وفاة «رائدة السينما المصرية» عزيزة أمير
وفي بداية الثلاثينيات قامت بإنتاج فيلم ثالث بعنوان 'كفري عن خطيئتك الذي عُرض في (1933م) ولكنه كبّدها خسائر كبيرة حيث كان فيلماً صامتاً عرض في عهد الفيلم الناطق.ذكرى وفاة «رائدة السينما المصرية» عزيزة أمير

## حياتها الشخصية
حياة عزيزة أمير، أسطورة عجيبة من الأزواج والعشاق. كانت ذات فتنة طاغية، وجمال مصري صميم، امرأة رقيقة مع شطارة، فنانة موهوبة، أولعت بالسينما وأضاعت ثروتها عليها، وأشقت بعض من عملوا معها.
سيدات عصر ذهبي في تاريخ السينما-لولاهن ما عرفت صناعة السينما المصرية هذا التنوع المثير-دمشق: سعاد مكرم ]
وقد كانت عزيزة يتيمة الأب، لذلك تكفل بها قريباً لها من بعيد، كان سياسي بارز وله مؤلفات أدبية، وقد دخل كعضو للبرلمان، وأخذها معه إلى أوروبا فشاهدت الجمال والحياة الكاملة، ثم أعجبته فتزوجها سراً بعيداً عن أعين زوجته، ثم بدأت تشعر بالضيق والكراهية لهذه العلاقة السرية فطلقت منه.
ثم ما لبثت حتى بعدت عنه وتزوجت أثناء وجودها في فرقة رمسيس من أحمد الشريعي عمدة سمالوط، وأحد أثرياء الصعيد، وبعد مرور إحدى عشر سنة على هذا الزواج بدأت الخلافات تنشب بينهما خاصة وأن أسرة أحمد الشريعي قد علمت بهذا الزواج وطلبت منه أن ينهيه على الفور، وأرادت عزيزة الانتقام منه ومن أسرته فتزوجت بعد طلاقها منه من شقيقه، مصطفى الشريعي، ولكنها طلقت منه بعدما عرفت أنه قد تزوج عليها سراً هو الآخر بعد سبع سنوات.

## الأعمال التي قدمتها
قدمت ما يقرب من (20) عملاً تمثيلاً مثل: «بسلامته عايز يتجوز» عام (1936م) مع نجيب الريحاني، وبعضها مع زوجها المخرج محمود ذو الفقار مثل: «بياعة التفاح» عام (1939م)، «حبابة» مع يحيى شاهين عام (1944م)، «نادية» مع سليمان نجيب عام (1949م)، وآخر أفلامها «آمنت بالله» عام (1952م) مع مديحة يسرى، أما عن التأليف فقد خاضته من خلال (16)عملاً كان أشهرهم: «ابنتي» مع زكي طليمات عام (1944م)، «عودة طاقية الإخفاء» مع هاجر حمدي عام (1946م)، «قسمة ونصيب» مع تحية كاريوكا عام (1950م). واستمرت عزيزة أمير في الإنتاج باسم شركتها «إيزيس فيلم»، فأنتجت خمسة وعشرين فيلماً، كان آخرها فيلم (آمنت بالله) الذي عرض بدار سينما الكوزمو في (الثالث) من (نوفمبر) عام (1952م).

## آخر أعمالها الفنية
إذن ففيلم (آمنت بالله) هو الفيلم الذي ختمت به أم السينما المصرية مشوارها الفني. ولهذا الفيلم حكاية، حيث احترقت بعض فصول منه في حريق القاهرة في السادس والعشرين من (يناير) عام (1952م)، وكاد يحتجب دون أن يرى النور، بعد وفاة بطلته بعد يومين من نفس التاريخ، لولا أنه قد أجريت عليه بعض التعديلات، وعرض الفيلم في الموسم التالي، وقد وضعت باقة زهور كبيرة في مكان البطلة الراحلة.
وبالرغم من أهمية هذه الفنانة الرائدة في تاريخ السينما المصرية كمنتجة وممثلة، إلا أن أفلامها الأولى الصامتة غير موجودة في مكتبتنا السينمائية، والتي من المفترض أن تحتفظ بتراث السينما المصرية. هذا إضافة إلى أن التليفزيون العربي لم يعرض أي من أفلامها الناطقة، حيث يوجد كثير منها صالح للعرض، وعدد آخر يحتاج إلى إعادة طبع ليرى أبناء هذا الجيل أمجاد هذه الفنانة.
إن القيمة الحقيقية لهذه الفنانة الرائدة، ليست في تأسيس صناعة السينما المصرية، ولا في اكتشاف النجوم والمواهب في شتى فروع الفن السينمائي فحسب، وإنما في مقدرتها الفنية وخبرتها في الإنتاج والتأليف أيضاً، بجانب براعتها في التمثيل. وكان أملها أن تصبح أماً، لكنها كانت دائماً تعزي نفسها، وتقول: (...لقد أنجبت بنتاً واحدة اسمها السينما المصرية...).صاحبة الفيلم المصري الأول

## وفاتها
توفيت في 28 فبراير عام 1952.

### الإخراج والتاليف
و قامت بإخراج فيلمين هما «بنت النيل» عام 1929 و «كفري عن خطيئتك» عام 1933 وشاركت فيها بالتمثيل والتأليف أيضا.
و حتى توفت في 28 فبراير 1952 .

## أعمالها

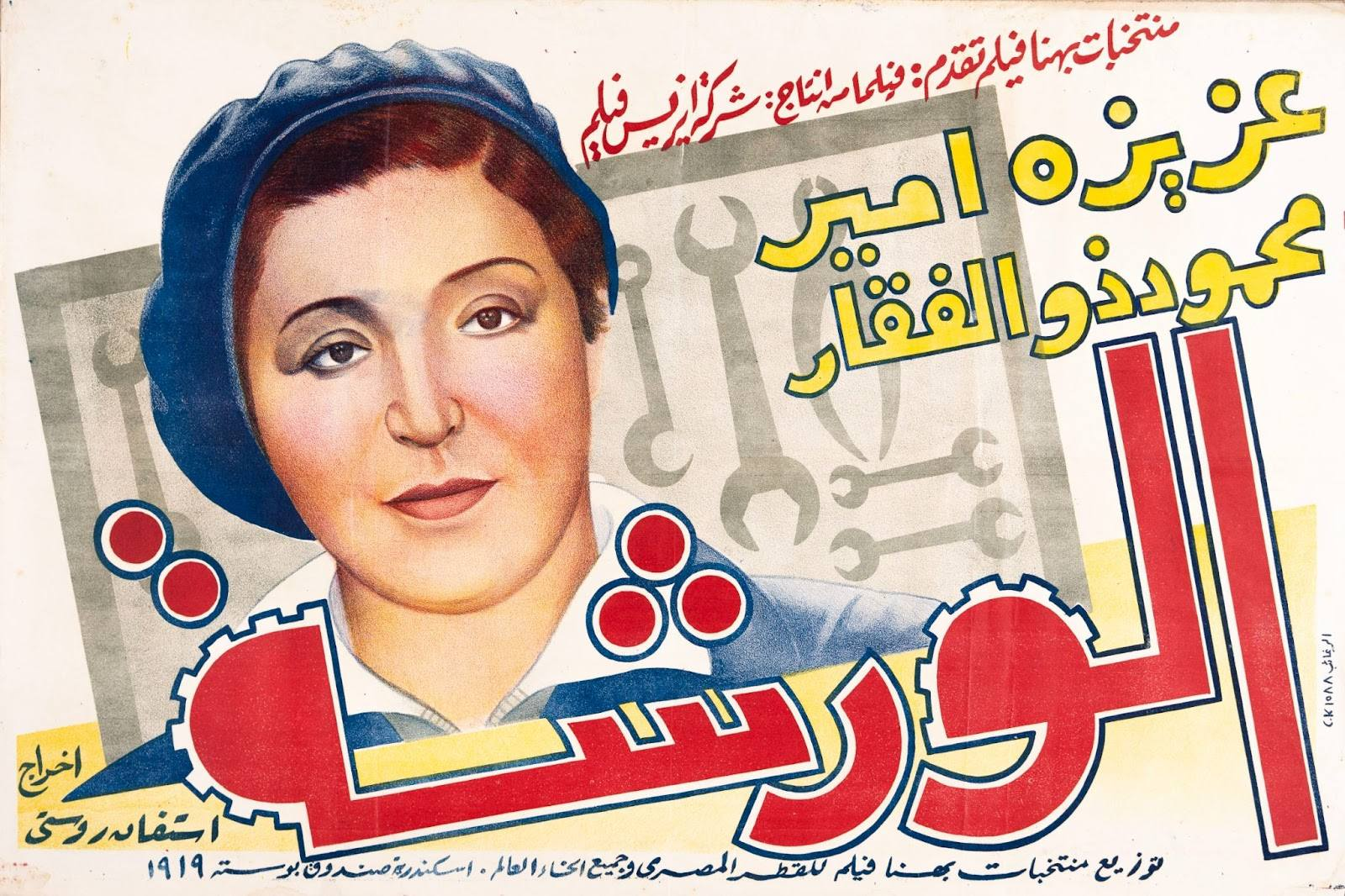
عزيزة أمير على ملصق فيلم الورشة عام 1940.

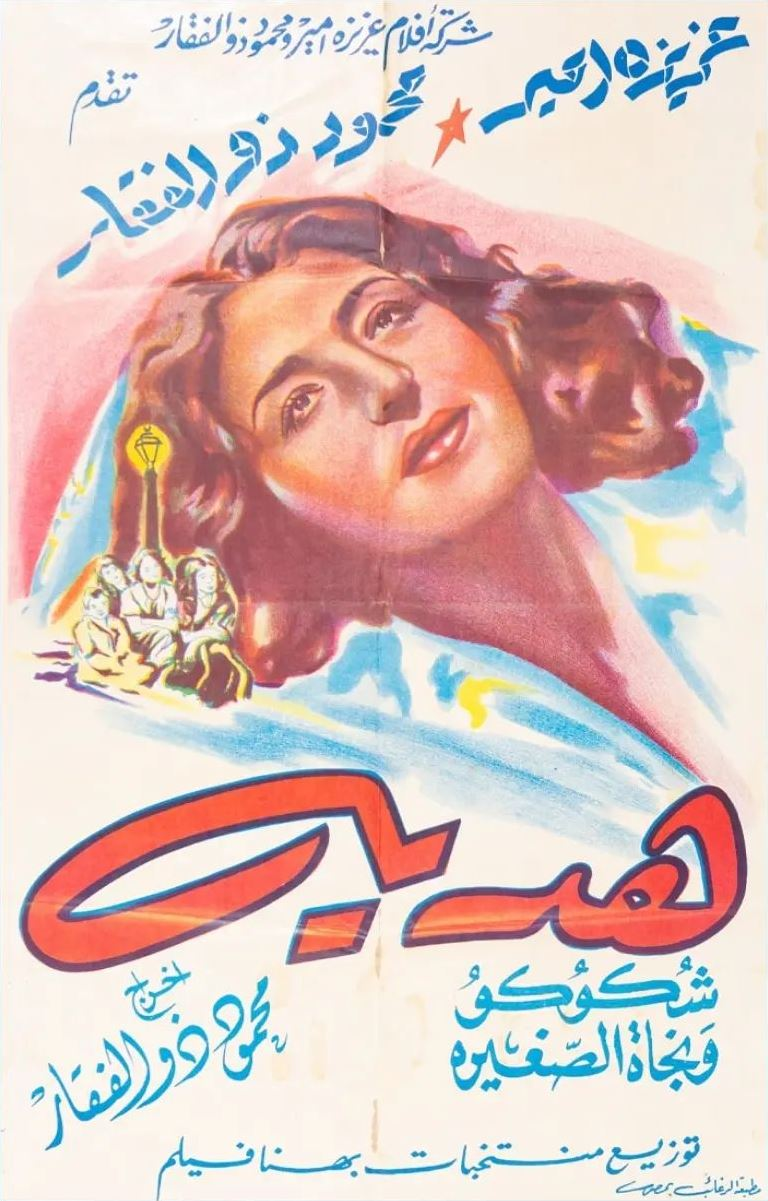
عزيزة أمير على مصلق فيلم هدية عام 1947.

### تمثيل
| - آمنت بالله:1952-فاطمة - قسمة ونصيب:1950-زينب - نادية:1949-نادية - فوق السحاب:1948- - هدية:1947- - شمعة تحترق:1946-سميرة هانم - الفلوس:1945- | - ابنتي:1944-ناهد لطفي - حبابة:1944-حبابة - وادي النجوم:1943-زينب - ليلة الفرح:1942- - ابن البلد:1942- - الورشة:1940- - بياعة التفاح:1939-فرحانة/فيفي | - بسلامته عايز يتجوز:1936- - كفرّى عن خطيئتك:1933-ماهاتا جومى - في شوارع اسطنبول:1932- - المؤلفة المصرية:1932- - بنت النيل:1929-مفيدة هانم - ليلى:1927- - نداء الرب:1926- |

بالإضافة لمسرحيتين هما
- أهل الكهف:1935-
- علي بابا:1926-

### أعمال أخرى
| - آمنت بالله:1952-سيناريو وحوار - خدعني أبي:1951-قصة وسيناريو - قسمة ونصيب:1950-قصة وسيناريو وحوار - فوق السحاب:1948-سيناريو وحوار - فتاة من فلسطين:1948-قصة وسيناريو وحوار - هدية:1947-قصة وسيناريو وحوار - عودة طاقية الإخفاء:1946-سيناريو وحوار | - الفلوس:1945-سيناريو وحوار - البني ادم:1945-سيناريو - طاقية الإخفاء:1944-سيناريو - ابنتي:1944-قصة وسيناريو - حبابة:1944-منتج - وادي النجوم:1943-سيناريو واقتباس - ابن البلد:1942-سيناريو وحوار | - ليلة الفرح:1942-قصة وسيناريو وحوار - الورشة:1940-قصة وسيناريو وحوار - بياعة التفاح:1939-سيناريو وحوار - كفرّى عن خطيئتك:1933-سيناريو وحوار وإخراج - بنت النيل:1929-سيناريو - ليلى:1927-سيناريو وإنتاج وإخراج ومونتير - نداء الرب:1926-اخراج وتمثيل |

## وصلات خارجية
- عزيزة أمير على موقع IMDb (الإنجليزية)
- عزيزة أمير على موقع الدهليز
- عزيزة أمير على موقع قاعدة بيانات الأفلام العربية
- عزيزة أمير على موقع قاعدة بيانات الفيلم (الإنجليزية)
- عزيزة أمير على موقع كينوبويسك (الروسية)